# Cearadactylus
Cearadactylus ist eine Gattung von Kurzschwanzflugsauriern aus der Unterkreide von Brasilien. Typusart und bislang einziger anerkannter Vertreter der monotypischen Gattung ist Cearadactylus atrox aus den etwa 126 bis 100 Millionen Jahre alten Sedimentgesteinen der Santana-Formation (Romualdo-Formation) im brasilianischen Bundesstaat Ceará.

## Fossilbeleg
Holotypus (MN 7019-V) und bislang einziger Fossilbeleg ist ein nahezu vollständig erhaltener, 51,5 cm langer Schädel samt Unterkiefer. Lediglich der Hirnschädel und die Hinterhauptregion fehlen.

## Etymologie und Forschungsgeschichte
Der Gattungsname bezieht sich auf den Fundort des Holotypus im brasilianischen Bundesstaat Ceará in Kombination mit der, bei Vertretern der Flugsaurier häufig verwendeten, Endung -dactylus, latinisiert nach dem altgriechischen δάκτυλος (dáktylos = „Finger“). Der Artzusatz atrox (Latein „grausam“, „schrecklich“) bezieht sich sowohl auf die vermutete Ernährungsweise als auch die auffällig langen Zähne des Flugsauriers.
Cearadactylus atrox wurde 1983 erstmals im Rahmen des 8. Brasilianischen Paläontologischen Kongresses präsentiert. Da dem entsprechenden Tagungsabstract jedoch eine Abbildung fehlte, galt das Taxon zunächst als „nomen nudum“.  Die eigentliche Erstbeschreibung von Gattung und Typusart erfolgte 1985 durch Giuseppe Leonardi und Guido Borgomanero.
Der Holotypus war ursprünglich unter der Inventarnummer F-PV-93 Teil der Borgomanero-Sammlung. Unter dieser Inventarnummer erfolgte auch die Erstbeschreibung. Borgomanero hatte das Fossil offenbar von einem Händler erhalten. Der genaue Fundort ist unbekannt, wird aber am Ostrand des Araripe-Plateaus verortet. Nach dem Tod Borgomaneros 2005 überließ dessen Witwe das Fundstück dem Museu Nacional da Universidade Federal do Rio de Janeiro, wo es seitdem unter der Inventarnummer MN 7019-V aufbewahrt wird.
2009 wurde das Fossil von Bruno C. Vila Nova einer Nachpräparation unterzogen, die einige neue Erkenntnisse brachte und eine 2014 veröffentlichte Neubeschreibung erforderlich machte. Unter anderem wurde festgestellt, dass das Fossil, unbemerkt von den Erstbeschreibern, manipuliert worden war. Die ursprünglich abgebrochene Schnauzenspitze war verkehrt wieder an den restlichen Schädel angeklebt worden, so dass Teile der Prämaxilla in Kontakt mit dem Unterkiefer standen, während die Spitze des Unterkiefers mit dem Oberkiefer verbunden war. Zudem wurden Manipulationen an den Zähnen im vorderen Kieferbereich festgestellt, die diese größer erscheinen ließen als im originalen Fossil.

## Merkmale
Trotz der festgestellten Manipulationen am Holotypus wird Cearadactylus atrox auch in der Neubeschreibung von 2014 als gültiges, eigenständiges Taxon gewertet. Cearadactylus atrox wird als mittelgroßer Vertreter der Pterodactyloidea beschrieben. Leonardi & Borgomanero schätzen auf Basis der Schädelgröße eine Flügelspannweite von ca. 4 m.
Vila Nova et al. führen folgende, ausschließlich bei Cearadactylus atrox auftretende Merkmale (Autapomorphien) an:
Eine Furche an der Innenseite des Unterkiefers („dentary groove“) reicht bis zur äußersten (rostralen) Spitze des Knochens und ist an ihrem Ende gegabelt. Der posteriore und der ventrale Rand des mit der äußeren Nasenöffnung (Naris externa) verschmolzenen Antorbitalfensters (Fenestra nasoantorbitalis) schließen einen rechten Winkel ein. Auf letzteres Merkmal wurde bereits in der Erstbeschreibung von Leonardi & Borgomanero, 1985 hingewiesen.
Als weitere diagnostisch bedeutsame Merkmale werden genannt:
- Die Fenestra nasoantorbitalis ist groß und nimmt etwa 38 % der erhaltenen Schädellänge ein; ein Merkmal das typisch ist für Vertreter der Pterodactyloidea.
- Augenhöhle und Nasenöffnung liegen oberhalb der Mitte der Fenestra nasoantorbitalis.
- Am Rücken der Prämaxilla sind die Reste eines kleinen, sagittalen Knochenkammes erhalten. Im Unterschied zu Vertretern der Anhangueridae lassen sich jedoch keinerlei Hinweise auf einen analogen Knochenkamm am Unterkiefer feststellen.
- Die Anzahl der Zähne ist mit 32–36 im Oberkiefer und 22–26 im Unterkiefer relativ gering.
- Die Bezahnung ist dimorphodont (aus zwei Zahntypen bestehend), wenn auch weniger deutlich ausgeprägt als anhand des ursprünglichen, manipulierten Holotypus vermutet. Die vordersten Zähne sind etwa um das Dreifache länger und stärker rückwärts gebogen als die hinteren.

## Cearadactylus? ligabuei
1993 wurde von Fabio Marco Dalla Vecchia ein weiterer Schädel eines Kurzschwanzflugsauriers aus der Santana-Formation Brasiliens provisorisch als Cearadactylus? ligabuei beschrieben. Spätere Analysen zeigten jedoch, dass Cearadactylus atrox und Cearadactylus? ligabuei keine monophyletische Gruppe bilden. David Unwin stellte das Taxon 2002 in die Gattung Anhanguera; Taissa Rodrigues und Alexander Kellner stuften Cearadactylus? ligabuei hingegen als Schwesterntaxon zu Ludodactylus sibbicki ein ohne einen neuen Gattungsnamen vorzuschlagen.

## Systematik
Die systematische Stellung von Cearadactylus war seit der ersten Erwähnung des Taxons Gegenstand heftiger Diskussionen. Leonardi & Borgomanero hatten Cearadactylus atrox zunächst als Vertreter der Ornithocheiridae bestimmt, bezeichneten die Art in der offiziellen Erstbeschreibung jedoch vorsichtiger als Vertreter der Pterodactyloidea mit unbestimmter Familienzugehörigkeit (Familia indet.).
Peter Wellnhofer führte 1991 innerhalb der Pterodactyloidea eine eigene Familie (Cearadactylidae) ein, mit Cearadactylus atrox als deren einzigem bekannten Vertreter. Zwar folgte Dalla Vecchia 1993 in seiner Beschreibung von Cearadactylus? ligabuei dieser Gliederung, ansonsten fand dieser Vorschlag in Fachkreisen jedoch kaum Zustimmung.
Kellner & Yukimitsu Tomida identifizierten Cearadactylus atrox 2000 als Vertreter der Pteranodontoidea (sensu Kellner, 1996) und stellten die Art in ein verwandtschaftliches Naheverhältnis zu den Anhangueridae ohne sie jedoch direkt dieser Gruppe zuzuordnen. Unwin hingegen verortet die Art 2002 in der Gruppe der Gnathosaurinae innerhalb der Ctenochasmatoidea.
Alle diese systematischen Zuordnungen wurden veröffentlicht, bevor die Manipulationen am Holotypus von Cearadactylus atrox bekannt waren. Rodrigues & Kellner, die davon bereits Kenntnis hatten, bestätigten 2013 in ihrer phylogenetischen Analyse die bereits von Kellner & Tomida im Jahr 2000 vorgeschlagene Stellung als Schwestertaxon der Anhangueridae. Vila Nova et al. werten Cearadactylus atrox in ihrer Neubeschreibung des Taxons als Vertreter der Pteranodontoidea (sensu Kellner, 2003 definiert als die kleinste Klade die sowohl Anhanguera blittersdorffi als auch Pteranodon longiceps umfasst) und sehen darin ebenfalls ein Schwestertaxon der Anhangueridae.
Das oben stehende Kladogramm gibt die systematische Stellung von Cearadactylus atrox nach Paul Upchurch und Koautoren, 2015 wieder. Auch nach dieser phylogenetischen Analyse ist Cearadactylus atrox ein Schwestertaxon der Anhangueridae als Teilklade innerhalb der Ornithocheiridae. In Bezug auf die phylogenetische Gliederung herrscht allerdings kein allgemeiner Konsens und viele Autoren werten im Sinne von Unwin, 2003 die Anhangueridae als Juniorsynonym der Ornithocheiridae.